# روبرت هويلاند
'روبرت هويلاند' (من مواليد 1966) هو مستشرق ومؤرخ متخصص في تاريخ الشرق الأوسط في العصور الوسطى. كان أحد طلاب المؤرخة باتريشيا كرون وكان زميلاً في برنامج ليفرهولم في كلية بيمبروك، أكسفورد. وهو حاليًا أستاذ في تاريخ الشرق الأوسط من أواخر العصور القديمة إلى أوائل العصور الإسلامية في معهد دراسة العالم القديم بجامعة نيويورك، بعد أن كان أستاذًا للتاريخ الإسلامي في كلية الدراسات الشرقية بجامعة أكسفورد، وأستاذًا للتاريخ في جامعة سانت أندروز وجامعة كاليفورنيا في لوس أنجلوس.

## أبحاثه
يعد العمل الأكاديمي الأكثر شهرة لهويلاند هو كتابه رؤية الإسلام كما رآه الآخرون، حيث أنه عبارة عن مسح لروايات شهود العيان غير المسلمين في تلك الفترة. ألف هويلاند أيضًا كتاب "في طريق الله: الفتوحات العربية وإنشاء إمبراطورية إسلامية" (2014)، حيث يتساءل عن وجهة النظر الإسلامية التقليدية للفتوحات الإسلامية المبكرة. وبحسب هويلاند، فإن الإسلام كان لا يزال بحاجة إلى التطور، لذا فهو يفضل تسمية الفتوحات بالفتوحات العربية وليس الإسلامية.

## المنشورات

### كتب
- رؤية الإسلام كما رآه الآخرون. دراسة وتحليل للكتابات المسيحية واليهودية والزرادشتية عن الإسلام (داروين؛ برينستون، 1997).
- الجزيرة العربية والعرب من العصر البرونزي إلى ظهور الإسلام (روتليدج؛ لندن، 2001).
- المسلمون وغيرهم في المجتمع الإسلامي المبكر (أشجيت ؛ ألدرشوت، 2004).
- تأملات إسلامية وتأملات عربية (أوكسبو ؛ أكسفورد، 2004).
- السيوف وصناع السيوف في الإسلام في العصور الوسطى (بالاشتراك مع بريان جيلنور، أوكسبو؛ أكسفورد، 2004).
- رؤية الوجه، رؤية الروح. فن الفراسة في العالمين الكلاسيكي والإسلامي (بالاشتراك مع سيمون سوين وآخرين، مطبعة جامعة أكسفورد، 2007).
- في سبيل الله: الفتوحات العربية وإنشاء الإمبراطورية الإسلامية (دار نشر جامعة أكسفورد؛ أكسفورد، 2014).

### فصول ومقالات مختارة
- "محتوى وسياق النقوش العربية المبكرة"، دراسات القدس في اللغة العربية والإسلامية 21 (1997).
- "أقدم الكتابات المسيحية عن محمد: تقييم" في تحرير هـ. موتسكي، سيرة محمد (ليدن، 2000).
- «الكتابات»، مقالة من 10 آلاف كلمة في موسوعة القرآن الكريم (ليدن، 2002).
- "اللغة والهوية: التاريخان التوأمان للغة العربية والآرامية"، سكريبتا إسرائيليكا كلاسيكا 23 (2003).
- "التاريخ والرواية والتأليف في القرون الأولى للإسلام"؛ الكتابة والتمثيل في الإسلام في العصور الوسطى؛ جوليا براي (محررة)؛ روتليدج؛ 16-46 (2006)
- "النصوص الوثائقية الجديدة والدولة الإسلامية المبكرة"؛ نشرة مدرسة الدراسات الشرقية والأفريقية؛ 69(3):395-416 (2006)
- "الإسلام المبكر كدين في أواخر العصور القديمة"؛ دليل أكسفورد للعصور القديمة المتأخرة؛ الفصل 32 (2015)